# Algo pequeñito
Algo pequeñito (svenska: Någonting litet) är en låt från 2010 framförd av Daniel Diges. Låten var Spaniens bidrag i Eurovision Song Contest 2010 där låten hamnade på 15:e plats i finalen. Under framförandet tog sig Jimmy Jump in på scenen och dansade med i låten. Efter denna händelse beslutades att Daniel skulle få göra om sitt framförande.
År 2011 översatte Anne-Marie David, vinnare av Eurovision Song Contest 1973 låten till franska.